# Mike Schmidt
Michael Jack Schmidt (Dayton, 29 settembre 1949) è un ex giocatore di baseball statunitense di ruolo terza base che ha giocato per tutta la carriera con i Philadelphia Phillies della Major League Baseball (MLB). È stato introdotto nella National Baseball Hall of Fame nel 1995 al suo primo anno di eleggibilità.

## Carriera
Schmidt debuttò nella MLB nel 1974 con i Philadelphia Phillies, guidando subito la National League in fuoricampo e venendo convocato per il primo di 12 All-Star Game. Nel 1976 batté 4 home run in una gara contro i Chicago Cubs, un'impresa compiuta da soli 16 giocatori nella storia della MLB.. Nel 1980 guidò la lega con un nuovo record di franchigia di 48 fuoricampo, venendo premiato unanimemente come MVP della National League. Nei playoff i Phillies batterono gli Houston Astros raggiungendo le terze World Series della loro storia. Anche se non giocò bene contro Houston, Schmidt si riprese nelle finali battendo due fuoricampo e segnando sette punti contro i Kansas City Royals. I Phillies vinsero in sei partite aggiudicandosi il primo titolo della loro storia, mentre Schmidt fu premiato come MVP delle World Series.
La miglior stagione di Schmidt potrebbe essere stata quella accorciata per sciopero del 1981. I suoi 31 home run furono sette in più di qualsiasi altro giocatore della lega. Guidò anche la lega in punti segnati, punti battuti a casa (RBI) e basi totali, stabilendo i propri primati personali in media battuta, percentuale di arrivo in base e media bombardieri. Per il secondo anno consecutivo fu premiato come MVP col 96% dei voti.
Nel 1983, nelle celebrazioni per i cento anni della storia della franchigia, Schmidt fu votato dai tifosi come miglior giocatore della storia dei Phillies. Quell'anno guidò la lega in home run per la sesta volta in carriera. La squadra tornò alle World Series ma fu sconfitta dai Baltimore Orioles, col giocatore che batté una sola valida su venti apparizioni al piatto.
Dopo l'addio di Pete Rose nel 1984, i Phillies cercarono diverse soluzioni per trovare un giocatore nel ruolo di prima base, che Schmidt ricoprì nel 1985, con la squadra che disputò per un'annata negativa. L'anno seguente tornò nel suo vecchio ruolo, rispondendo col terzo titolo di MVP in carriera, un record per una terza base, guidando la lega con 37 home run e 119 RBI.
Nel 1987, Schmidt batté il suo 500º home run in carriera. Dopo avere perso la stagione successiva per infortunio, iniziò quella del 1989 con la squadra ma, sentendo che le proprie prestazioni non erano all'altezza, annunciò improvvisamente il ritiro il 29 maggio. Malgrado ciò, ancora una volta i tifosi lo votarono come terza base titolare per l'All-Star Game. Schmidt decise di non prendere parte alla partita ma di partecipare alla cerimonia d'apertura. Nel 1995 fu introdotto nella Hall of Fame con la quarta percentuale di tutti i tempi. Nel 1999, The Sporting News lo inserì al 28º posto nella classifica dei migliori cento giocatori di tutti i tempi. La stessa pubblicazione, nel numero del 29 gennaio 1990 lo aveva dichiarato "giocatore del decennio" degli anni ottanta.

## Palmarès

### Club
- World Series: 1

Philadelphia Phillies: 1980

### Individuale
- MVP della National League: 3

1980, 1981, 1986
- MVP delle World Series: 1

1980
- MLB All-Star: 12

1974, 1976, 1977, 1979–1984, 1986, 1987, 1989
- Guanti d'oro: 10

1976–1984, 1986
- Silver Slugger Award: 6

1980–1984, 1986
- Leader della National League in fuoricampo: 8

1974–1976, 1980, 1981, 1983, 1984, 1986
- Leader della National League in punti battuti a casa: 1

1980, 1981, 1984, 1986
- Formazione del secolo della MLB
- Numero 20 ritirato dai Philadelphia Phillies